# 부안군의 지질

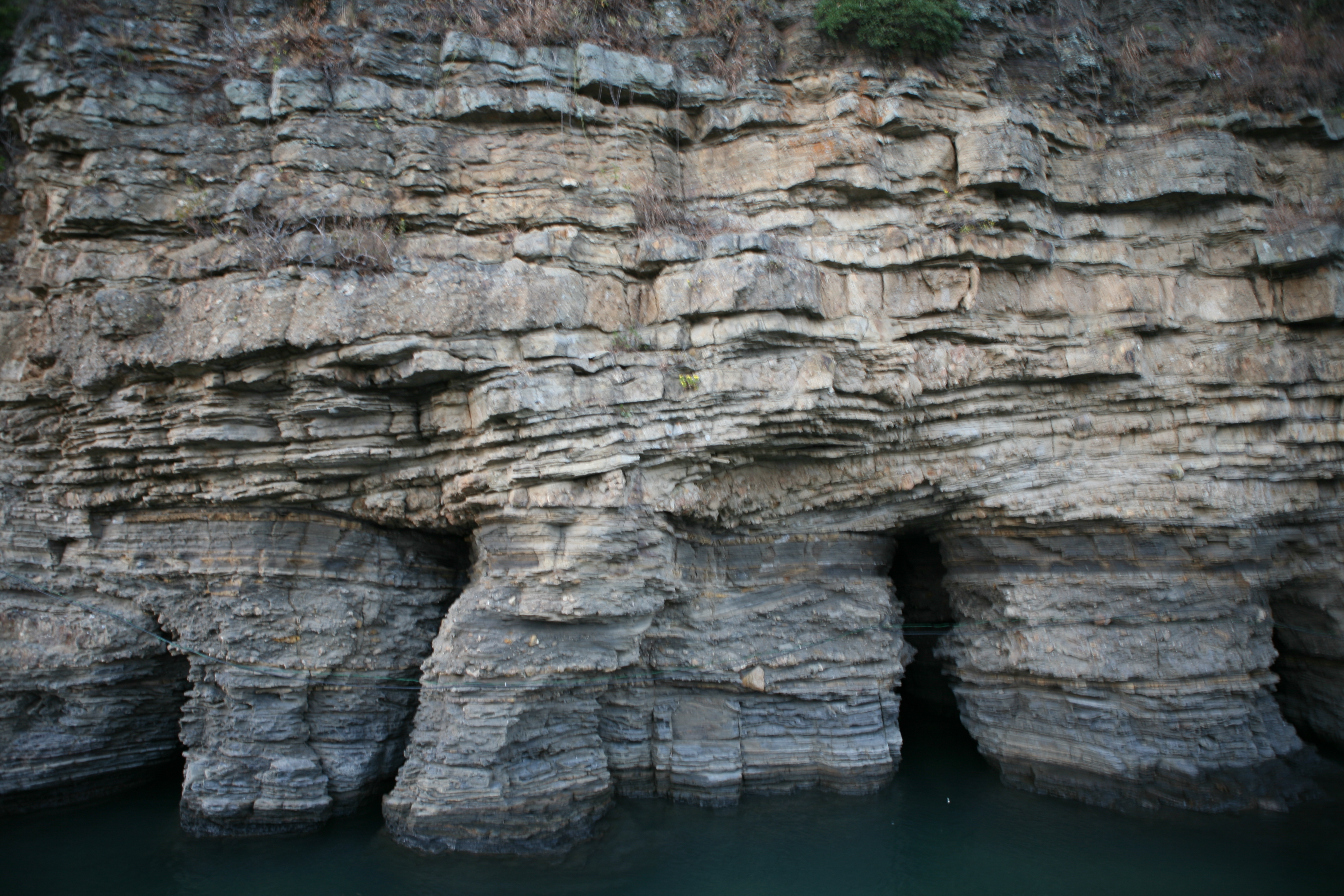
부안군 채석강의 퇴적암 지층

본 문서에서는 전북특별자치도 부안군의 지질과 채석강에 대해 설명한다.

## 개요
부안군은 경기 지괴와 옥천 습곡대의 경계부 남서쪽 끝에 위치하며, 지질은 선캄브리아기에 형성된 편마암류, 중생대 쥐라기에 관입한 화강암류, 변산반도 지역을 차지하고 있는 중생대 백악기의 화산암으로 구성되어 있다. 선캄브리아기의 암석은 조금만 분포하며 화강암류는 부안군 동부의 평야 지대를, 백악기 화산암류는 부안군 서부의 변산반도 지역의 지질을 이루고 있다.

## 선캄브리아기
선캄브리아기의 편마암류는 소규모 분포한다.

### 고원생대 흑운모 편마암
부안군 하서면 장신리 남동부와 청호리 일부 지역에는 선캄브리아기 고원생대에 형성된 흑운모 편마암(PPrbgn)이 발달하며 이는 부안 지역에서 가장 오래된 암석이다. 익산 지역에서 동 암석을 관입한 다른 암석의 지르콘을 분석한 결과 약 18억 년의 연대가 나와 본 암석의 지질 시대는 고원생대일 것으로 보인다. 장신리의 신송림마을 지역에서는 흑운모 편마암이 습곡된 양상을 보여 준다. 이 지역에서 흑운모 편마암은 쥐라기 반상 화강암(Jpgr)과 흑운모 화강암(Jbgr), 백악기 백련리 유문암(Kbbr)에 의해 관입되어 있으며, 장신리 서쪽의 백악기 장신리층(Kj)과는 단층으로 접하고 있다. 장신리와 계화면 의복리 사이에 석불산 북쪽 임도를 따라 반상 화강암체 안에 소규모로 흑운모 편마암이 포획되어 있다.

### 기타
변산면 격포리 격포항 북부의 해안가를 따라 선캄브리아기 편마암과 편암의 신선한 노두가 잘 노출되어 있다. 편마암은 고기의 화강암이 변성 작용을 받은 정편마암과 이질(泥質), 이사질(泥沙質), 사질(沙質) 성분의 편암에 우백질 화강암질 물질의 주입이 수반된 변성 작용에 의하여 미그마타이트화 작용과 화강암화 작용을 받은 준(準)편마암이 혼재한다. 편마암의 주요 구성 광물은 근원 암석의 종류에 따라 상대적인 양의 차이가 있지만 대부분 석영, 정장석, 미사장석, 사장석, 흑운모, 백운모로 구성된다.
보안면 남포리와 우동리 동부 지역(망월봉-감투봉 사이의 지역)에는 고원생대의 편마암이 소규모로 분포되어 있다. 편마암 분포 지역의 동측은 부안 화산암체의 천마산 응회암이 부정합적으로 놓여 있고, 서측 부분은 부분적으로 파쇄각력암이 분포하며 석포 응회암과 우동재 응회암이 편마암과 단층 관계로 직접 접하고 있다.

## 고생대오르도비스기
부안군 위도면 대형제도, 소형제도, 임수도, 돛단여 등의 무인도 지역에는 엽리상 토날라이트(Oft)가 독립된 암체로 분포하며, 암석을 직접적으로 관찰하기에는 노두의 접근이 매우 제한적이다. 저어콘에 대한 206Pb/238U 연대는 451.6±4.7 Ma로서 후기 오르도비스기(Katian)의 형성 시기를 지시한다.

## 중생대쥐라기화강암
부안군 동부 지역에 넓게 분포하여 평야 지대를 형성하고 있는 화강암은 호남 지역의 익산, 김제, 정읍, 고창 일대에 광범위하게 분포하고 있는 대보 화강암체의 일부이다. 전체적으로 중생대에 관입한 화강암류는 하서면의 석불산 북서측 지역, 동진면과 행안면, 부안읍, 백산면, 주산면, 줄포면의 거의 전 지역과 보안면의 동부 지역에 분포한다.

### 흑운모 화강암
흑운모 화강암(Jbgr)은 동진면과 줄포면 일대에 주로 분포한다. 부안 일대에서 흑운모 화강암은 단층(함열 단층)으로 복운모 화강암과 접하는 것으로 추정된다. 부안향교 일대의 흑운모 화강암은 회색 또는 담회색을 띠기도 한다. 하서면 청호리 일대에서 선캄브리아기 흑운모 편마암(PPrbgn)을 관입하고 있으며 백악기 백련리 유문암(Kbbr)에 의해 다시 관입되고 있다. 변산면 격포리 격포 해수욕장에는 화강암질 암석이 소규모 분포한다. 이 암석은 석영과 장석으로 주로 구성된 중립 내지 조립의 우백질 화강암이며, 백악기 격포리층(Kbg)에 의하여 부정합으로 피복되어 있다. 이 화강암의 시료 PJU-2에서 분리한 저어콘의 206Pb/238U 가중평균연대는 170.7±1.6 Ma (약 1억 7천만년 전)이다.

### 복운모 화강암
복운모 화강암(Jtmgr)은 부안읍, 백산면, 주산면 일대에 분포하며 흑운모 화강암과의 관계는 부안 일대에서 단층으로 나뉘고 있으며 제4기층의 간섭에 의해 둘의 관계는 확실히 규명되지 않았다.

### 반상 화강암
반상 화강암(Jpgr)은 부안군 하서면 장신리와 의복리, 계화면 염창산 일대, 동진면 일부 지역에 분포한다. 장신리 일대에서는 이 화강암을 부정합으로 백악기 장신리층이 덮고 있으며 백련리 유문암(Kbbr)이 관입하고 있다. 이 암석은 주로 석영, 사장석, 정장석, 흑운모 등으로 구성되며 반정(斑晶)을 구성하는 장석은 대개 1 cm 안팎이나 2 cm 이상인 것도 있으며 대개 홍색을 띤다. 하서면 의복리 돈지마을 노변 노두에서 채취한 반상 화강암 시료로부터 지르콘을 추출하여 SHRIMP U-Pb 연대 분석을 한 결과 168.8±5.4 Ma (약 1억 6800만 년 전)로 나타났으며, 이로서 이 반상 화강암은 중기 쥬라기에 관입한 화강암임이 분명하다.

## 중생대백악기장신리층
장신리층(Kj)은 하서면 장신리 일대와 변산면 대항리 대항마을과 자미동 일대에 분포하며 주로 자홍색 이암과 사암으로 구성되어 있다. 장신리 장신마을 지역에서 가장 넓은 분포를 보여주며 자홍색 이암과 담회색 사암의 호층으로 구성된다. 자홍색 이암층에 역암층이 발달하기도 하며 역의 원마도가 비교적 좋은 편이다, 장신리 지역 분지 동쪽의 경계 단층 부근에서는 역암과 역질 사암이 발달하기도 하며, 상위에 암회색 및 자홍색 이암이 덮고 있다. 장신리층은 장신리에서 쥬라기 반상화강암, 변산읍 대항리 일대에서는 화강 편마암을 부정합으로 덮으며 장신리에서 변산 응회암에 의해 피복되고 있다. 장신리 지역에서 장신리층은 대개 북동-남서 내지 동-서 주향에 남동 또는 남으로 28~38° 경사하고, 분지 동쪽 경계 단층 부근에서는 단층에 평행하게 북동-남서 주향에 북쪽으로 70° 경사한다.

## 채석강의 지질과 격포 분지

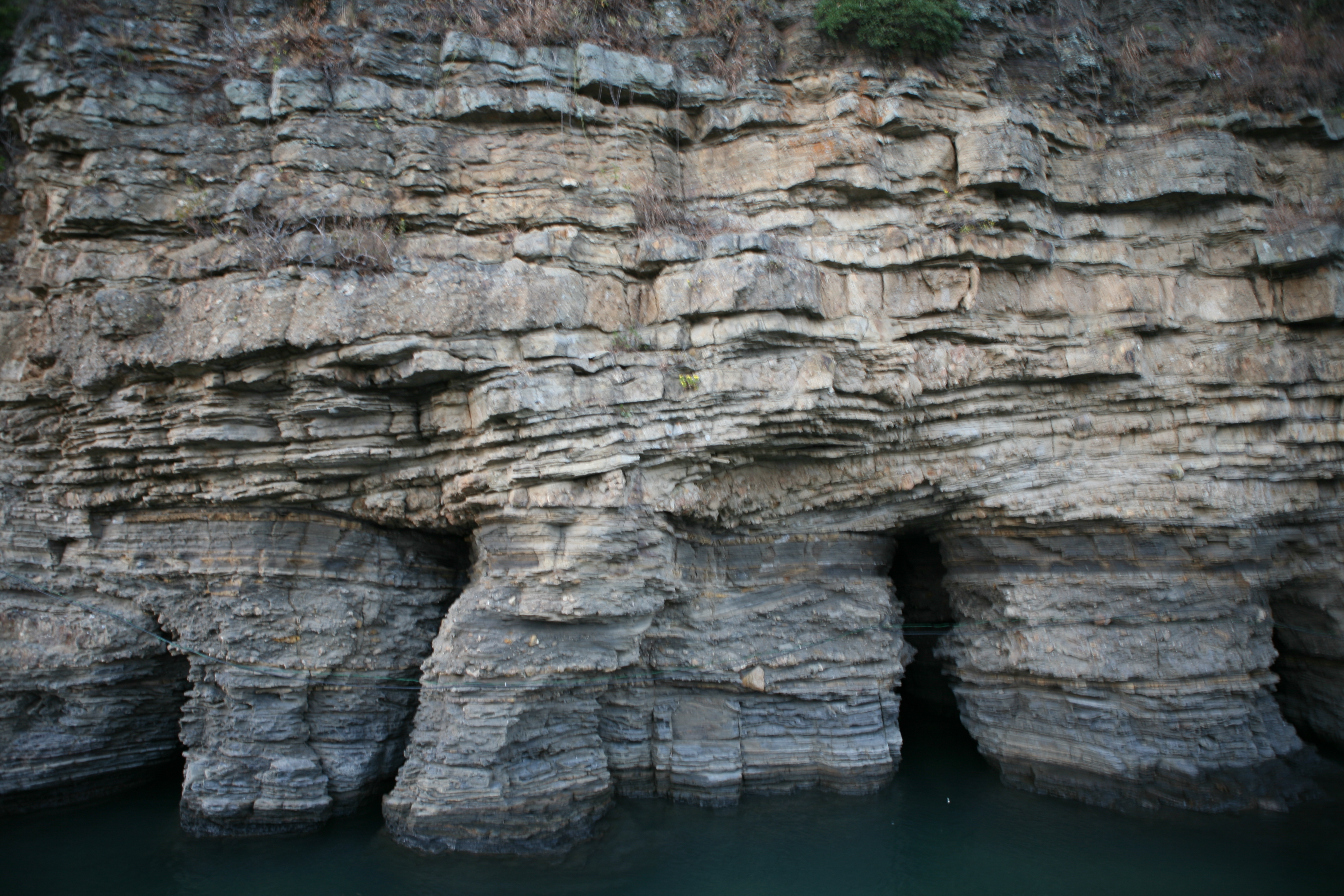
채석강의 지층 격포리층의 모습

격포 분지는 격포리를 중심으로 발달하는 대략 14 × 4 km2 크기의 작은 퇴적 분지이며 선캄브리아기의 편마암류(PPrgn)와 쥐라기의 화강암류, 쇄설성 퇴적암인 격포리층, 유문암 등으로 구성되어 있다. 격포 분지는 설악산에서 이곳 변산반도까지 매우 길게 이어지는 공주 단층 시스템의 남서쪽 확장부의 끝자락에 위치하며, 이러한 북동-남서 방향의 좌수향 주향 이동 단층 시스템에 의해 형성된 백악기의 비(非)해양성 또는 호성(湖成) 분지이다.

### 격포리층
격포리층은 백악기 퇴적 분지인 격포 분지를 충진하고 있는 쇄설성 퇴적암과 화산 쇄설암이다. 이름 그대로 변산면 격포리의 서쪽 해안 지역에 분포하고 있으며, 격포리층의 서쪽과 북쪽은 각각 쥬라기 흑운모 화강암과 반상 화강암을, 남쪽은 하위 석포응회암을 부정합으로 피복하고 있다. 격포리층은 역암, 역질사암, 사암 그리고 암회색 이암 등으로 구성되어 있으며, 화산력응회암 및 응회각력암이 여러 층준에 협재되어 나타나기도 한다. 퇴적층 내에는 역단층, 정단층 및 습곡 구조 등이 관찰된다.
격포리의 닭이봉 서쪽에 위치한 해안 절벽 채석강이 바로 이 격포리층으로 이루어져 있다. 채석강은 변산반도에서 서해 바다 쪽으로 가장 많이 돌출된 지역으로 강한 파랑의 영향으로 형성된 곳이다. 이 일대에는 격포리층 지층 내에 단층 등 다양한 지질 구조가 발달하며, 높은 해식애 및 넓은 파식대, 수 만권의 책을 정연히 올려놓은 듯한 층리 등 해안 지형의 자연미가 뛰어날 뿐만 아니라 파식대, 해식애, 해안단구 및 화산암류, 습곡 등은 과거 화산활동 연구의 기초 자료로서 가치가 높다.

### 채석강의 지질유산
- 채석강에서 죽막동을 거쳐 반월 쪽으로 남-북 방향에서 서북서 방향으로 발달하는 해안선을 따라 가면 정단층, 역단층, 주향 이동 단층과 같은 여러 종류의 단층이 관찰된다.[5]
- 격포 여객 터미널 입구로 들어서면 닭이봉 남쪽 주차장에서 방파제 방향으로 다리가 있는 곳에서 약 30 m 떨어진 지점(북위 35°37' 22.1", 동경 126°28'11.5")에 오버스러스트 단층이 위치한다. 단층면이 거의 수평으로 놓여 있는 오버 스러스트 단층이 약 20 m 규모로 관찰 지점에 나타난다. 이 지점의 지질은 격포리층의 셰일층과 사질 셰일로 구성되어 있다.[6]
- 채석강 부근의 닭이봉 아래에는 격포리층에 해당하는 높이 30~50 m의 해식 절벽이 발달되어 있다. 그 밑에는 해식 동굴, 해식대(海蝕臺) 등이 나타나 있다. 해식 동굴은 해식 절벽에 약한 수직 절리가 있는 곳에 폭은 좁고 높이는 높게 형성되어 있다. 절리의 약한 부분이 파도에 의한 침식에 의해 해식 동굴이 만들어 졌으며 동굴의 폭은 2~3 m, 높이 4~5 m, 깊이 3~5 m 정도이다. 해식대는 채석강 전 지역에 넓게 분포하고 있다.[6]
- 닭이봉 아래 지점(북위 35°37' 25.2", 동경 126°28'11.6")과 그 주변 지역에는 해식 절벽과 해식대에 역암층이 발달한다. 역(礫)의 성분은 화산암과 몬조니암으로 구성된다.[6]
- 북위 35°37' 23.4", 동경 126°28' 11.2" 지점에서는 포획암을 관찰할 수 있다. 이곳의 암맥(巖脈)은 해수의 침식에 대한 저항 정도가 달라 해식 절벽에서는 주변의 암석보다 지표에 두드러져 있고 쉽게 찾을 수 있다. 해식대 부분에서도 관입암에 의해 열변성된 혼펠스(honfels)를 관찰할 수 있다. 변성된 부분의 폭은 1~2 m 정도이다. 암맥은 밝은 색을 띠고 있으나 변성된 부분은 셰일층에 비해 색이 어둡고 치밀한 조직을 띠고 있고, 화성암체와의 접촉 변성부를 용이하게 관찰할 수 있다. 암맥 속에는 폭 10~50 cm 의 크기가 다양한 포획암이 발견된다. 관입암체 주변 셰일이 혼펠스로 변성된 것으로 판단하여 셰일층이 퇴적된 이후에 화성 활동이 있었음을 알 수 있다.[6]
- 북위 35°37' 24.5", 동경 126°28' 11.3" 지점에서는 화석이 관찰된다. 이 지점은 관입암체 주변에 수평으로 놓여진 흑색 셰일 지층으로 드문드문 식물의 줄기 화석이 있으나 작은 파편들이여서 구체적인 종명(種名)은 확인되지 않았다. 북위 35°37' 49.6", 동경 126°28' 10.3" 지점에는 셰일층에 폭 4 cm, 길이 50 cm 정도의 규화목 화석이 발견되는데 육지의 토사가 밀려오는 경우 관찰이 어려울 때도 있다.[6]
- 격포리 해변에서 채석강이 시작되는 북위 35°37' 29.3", 동경 126°28' 17.1" 지점의 암회색 셰일 지층면에 퇴적 구조인 연흔(漣痕) 구조가 관찰된다. 이 지점의 연흔은 평면 유형에서는 정선(汀線)이 가지런한 굴곡 모양을 하고 있고, 정선에 수직인 면에 대해서는 비대칭 연흔 구조를 보인다. 현재는 조간대 위치에 놓여 있어 파도에 의한 변화가 있었을 것으로 판단된다. 연흔의 파장은 3~4cm 정도이고 주변의 층서가 다른 여러 셰일층에서 연흔 구조가 나타난다. 바로 인접한 곳의 해변에서는 현생 연흔이 나타난다. 전자의 연흔은 호수 환경에서 생성되었고, 후자의 연흔은 조간대의 해수 작용에 의한 것이다.[6]
- 채석강 지역에서는 정단층과 역단층을 여러 곳에서 볼 수 있다. 이는 여러 차례 지각 변동이 있었음을 지시한다. 북위 35°37' 43.8", 동경 126°28' 15.7" 지점의 단층면은 비교과서적인 큰 각도의 경사를 보이며 정단층 또는 주향 이동 단층으로 해석될 수 있다.[6]
- 북위 35°37' 43.8", 동경 126°28' 15.7" 지점은 셰일층이 북동 70°의 주향과 북서 20°의 경사를 가진 격포리층 퇴적층이 있는 곳이다. 이 곳의 셰일 퇴적층은 크고 작은 단층이 많이 관찰되는 곳이며, 셰일층 사이에 약 30 cm 의 두께와 3 m 정도의 폭으로 이루어진 점이 층리가 나타난다. 입자의 크기는 하부가 3 mm 정도이고 상부로 갈수록 점차적으로 작은 입자가 퇴적된 것을 볼 수 있다.[6]
- 적벽강이 있는 변산면 죽막리 일대에 유문암과 하부의 퇴적암 사이에 페퍼라이트(peperite)가 분포하며 상부의 유문암에서 주상절리가 나타난다. 주차장에서 계단을 내려가면 우측에 퇴적 동시성 구조인 말린 층리구조를 관찰할 수 있다. 바닥을 관찰하면 해빈 환경과 연흔이 나타나는 부분이 있다. 해빈을 지나서 대부분 몬조나이트로 구성된 죽막리 역암을 볼 수 있다. 또한 작은 구덩이 안에 자갈이 있으며 파도에 의해 자갈이 바닥을 둥글게 마모시켜 마린 포트홀(marine pothole)을 만든다.[7]

## 적벽강의 지질
적벽강 역시 단층 분지인 격포 분지 내에 위치한다. 채석강과 마찬가지로 격포리층 지층과 여러 지질 구조가 발달한다. 주변에는 중생대의 격포리층과 곰소 유문암이 분포한다. 적벽강 해식 절벽의 색이 황토색에서 붉은색까지 다양하게 보이는 까닭은 절벽을 이루는 지층이 화산암인 유문암과 퇴적암인 격포리층의 셰일이나 사암 그리고 역암 등이 뒤섞여 있고 그중 일부는 산화 작용을 받았기 때문이다.
- 적벽강에 위치한 수성당 아래쪽으로 내려오면 왼쪽으로 붉은 색의 페퍼라이트(peperite)에 이토(泥土, mud)가 함유되어 있는 모습이 많이 관찰된다. 페퍼라이트는 마치 역암처럼 보이지만 이것은 물기가 많고 아직 굳어지지 않은 퇴적물에 뜨거운 용암이 급격하게 덮이거나 관입해 들어올 때 퇴적물 속의 수분이 고열로 인해 급격히 끓어오르면서 수증기의 폭발이 일어나 이질적인 두 물질(퇴적물과 용암)이 뒤섞여 만들어진 것이다. 이러한 과정에서 용암과 퇴적물의 불규칙한 덩어리들이 함께 굳어지면서 만들어진 각력암과 비슷한 퇴적암을 페퍼라이트라고 한다. 즉, 굳어지지 않은 퇴적물에 유문암질 마그마가 관입하여 끓어오른 층이 적색의 페퍼라이트인 것이다. 적벽강 곳곳에 체처라이트가 분포하는 것은 화산 활동과 퇴적 활동이 비슷한 시기에 함께 있었음을 증명하는 것이다. 실제로 수성당 주변에는 곰소 유문암(Kbgsr)이 분포한다. 페퍼라이트 상부에는 유문암이 놓이는데 이 유문암에서 잘 발달된 주상절리를 관찰할 수 있다.[9][8]
- 적벽강 위쪽 사자바위 앞으로 가다보면 해식동굴 맞은편 바닥에 울퉁불퉁한 바닥을 볼 수 있다. 움푹한 작은 구덩이 안에는 자갈이 들어 있기도 한데, 파도에 의해 자갈이 바닥을 둥글게 파이게 하여 만들어진 포트홀(pothole)이다.[9]
- 적벽강에 도착하여 계단을 내려가면 바로 우측에서 말린 층리구조를 관찰할 수 있다. 축면(軸面)이 수평에 가깝게 놓여있는 습곡과 유사하게 보이며 외견상 지층은 거의 수평으로 놓여있으나 한쪽 날개의 지층은 완전히 역전되어 있다. 이러한 퇴적구조는 퇴적 동시성 구조로 아직 굳어지지 않은 퇴적층이 외부 충격으로 함몰되거나 사면을 따라 미끄러지면서 퇴적층의 일부가 접히거나 끊어져 비슷한 구조를 형성하기도 한다. 이렇게 퇴적이 진행되는 도중에 형성된 습곡과 단층 같은 형태의 변형을 퇴적 동시성 변형(contemporaneous deformation)이라 한다.[9]
- 적벽강에서도 교과서에 나오는 정단층과 역단층, 주향 이동 단층을 모두 관찰할 수 있다.[9]

## 중생대백악기화산암류
부안군 변산반도와 위도 지역에는 백악기 지층이 발달하며 하부로부터 변산 응회암, 백련리 유문암, 기상봉 응회암, 삼예봉 유문암의의 화산암류로 이루어진다. 이들 화산암류는 부안 화산암체라 불리며 변산반도 전 지역을 차지하고 있고 북동-남서 방향으로 최대 직경이 약 20 km에 이른다. 각각을 설명하면 다음과 같다.
계화도 지역

### 계화도 응회암
계화도 응회암(Kgyt)은 계화도 일대에 발달하는 화산암이다. 주로 응회각력암, 라필리응회암, 응회질 역암 등으로 구성되며, 서쪽 또는 북쪽으로 가면서 사암과 이암 등이 협재된다. 계화산 서쪽 임도와 해변가, 계화도 북쪽 해변가에 노두가 잘 발달한다. 계화산 북쪽 해변가에는 화산쇄설성 각력암(pyroclastic breccia이 발달하는데 구성 역(礫)은 반상 화강암(Jpgr), 암회색 사암/이암, 화산암 등을 포함하며 최대 장경 1.5 m에 달하는 것도 있다.
변산반도 남동부 지역

### 천마산 응회암
천마산 응회암(Kbct)은 부안 화산암체의 최하위 지층(변산 응회암과는 관련 없음)이며, 다량의 석영 결정편을 포함하고 있는 화산력 응회암을 지칭하는 층서단위로 정의된다. 이 응회암은 상위의 우동제 응회암과 유사한 광물 조합을 보이지만 이 두 응회암 사이에 협재된 연동 응회암에 의해 층간 구분이 된다. 천마산 응회암은 부안군 보안면 남포리에서 우동리를 지나 보안면 신복리와 진서면 진서리의 경계 지역에 위치한 천마산(135 m)까지 북동-남서 방향으로 분포하며, 천마산 북동측 사면에서 노두가 잘 관찰된다. 이 응회암은 쥬리기 흑운모 화강암과 고원생대 화강 편마암(PPrgn)을 부정합으로 덮고 있다.
천마산 응회암 내에는 회색의 용결 응회암이 북동-남서 방향으로 협재된다. 이 용결 응회암은 천마산 응회암과는 다른 분출 단위이지만, 용결응회암 상하로 화산력 응회암의 암상의 변화가 없고 연속적이고 뚜렷한 층간 구분이 불가능하여 천마산응회암 내의 층원(member)으로 구분되었다. 천마산 응회암과 용결 응회암의 주향은 북동-남서 방향이며, 남동쪽으로 56∼90° 고각 경사한다. 이들의 경사 방향은 다른 화산암들과 반대 방향으로 기울어져 있는데, 이는 후기 단층 운동에 의한 지층의 경동(傾動)인 것으로 판단된다.

### 연동 응회암
연동 응회암(Kbydt)은 상위 우동제 응회암·하위 천마산 응회암에 비해 석영 결정편이 거의 없는 응회암이다. 연동 응회암은 보안면 우동리의 우동저수지(우동제)에서 연동제를 지나 진서면 진서리의 배틀재까지 북동-남서 방향으로 산 중턱을 따라 분포하며, 우동리 우동저수지 서편에서 잘 관찰된다. 연동 응회암은 괴상 또는 희미한 층상(層狀)이며 부분적으로 용결조직을 보인다. 진서리 연동제 남측 저지대에는 자색의 역암과 이암이 연동 응회암 하부에 부분적으로 나타난다.

### 우동제 응회암
우동제 응회암(Kbut)은 암은 상위 석포 응회암·하위 연동 응회암에 비해 다량의 석영 결정편을 포함하고 있는 화산력 응회암이다. 우동제 응회암은 부안군 보안면 남포리에서 진서면 운호리까지 북동-남서 내지 동-서 방향으로 연속성 있게 분포한다.

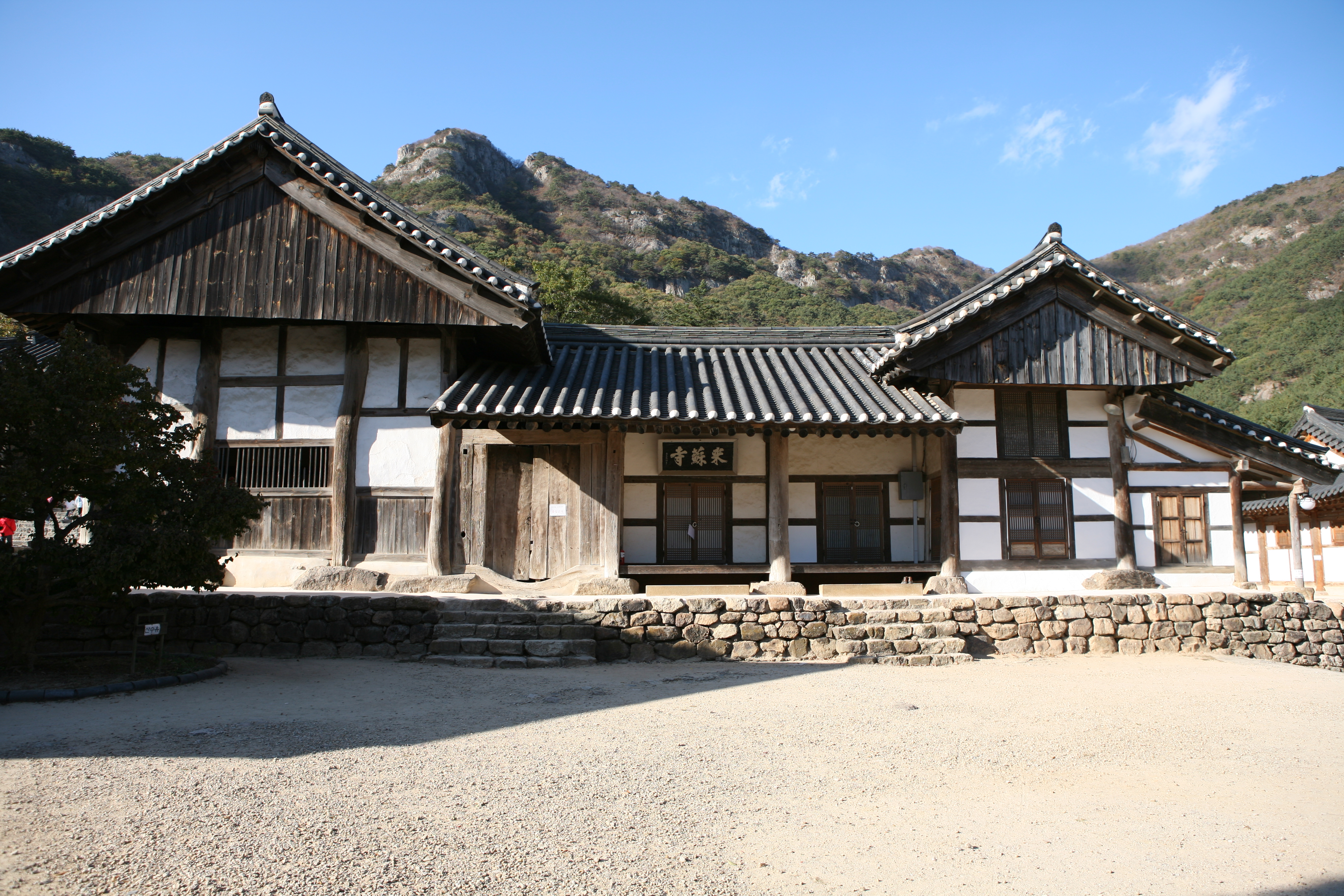
내소사 설선당과 요사 뒤쪽으로 보이는 관음봉은 변산 응회암으로 구성되어 있다.

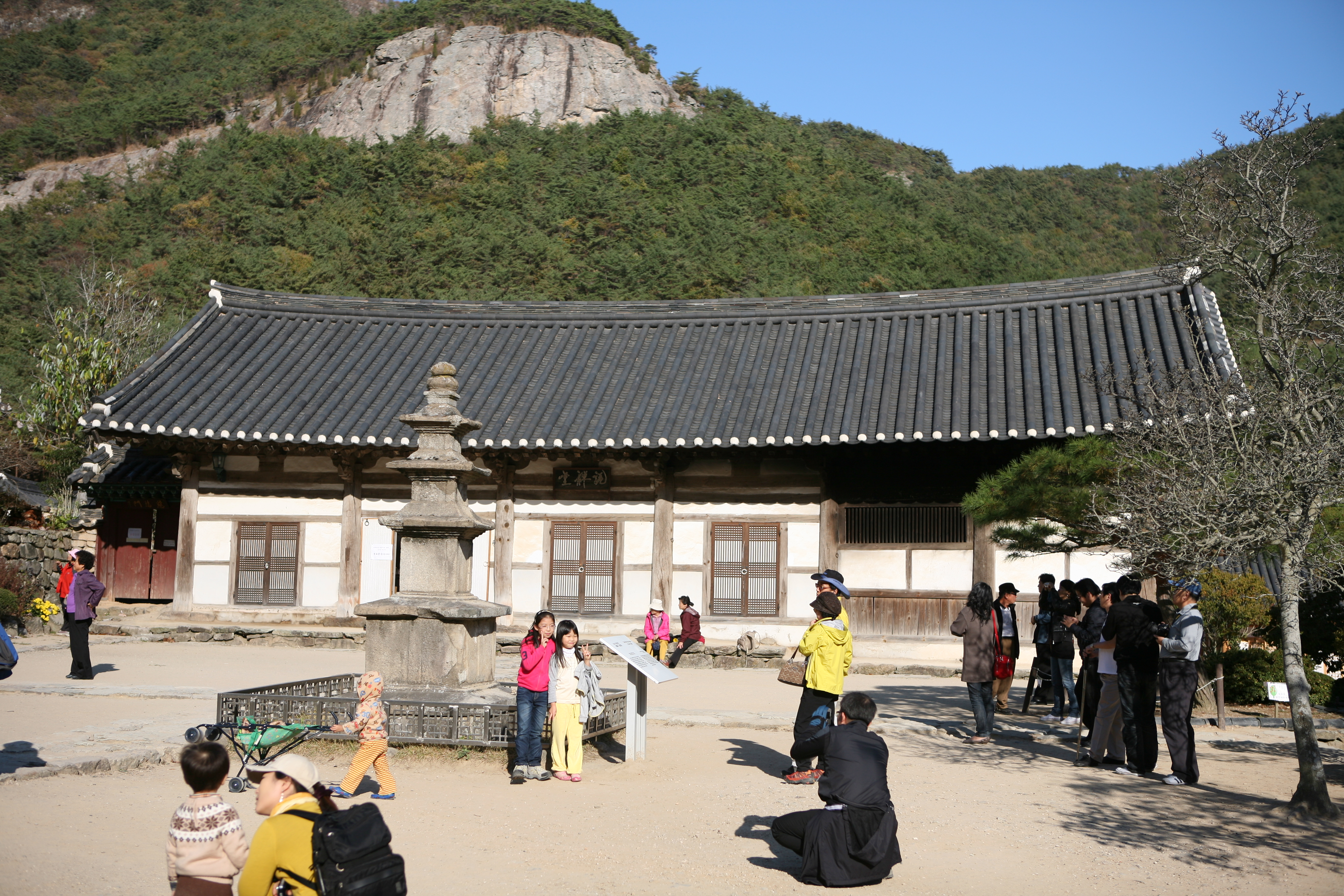
설선당과 삼층석탑 뒤쪽으로 보이는 암석이 부안 화산암체의 일부인 석포/변산 응회암이다.

변산반도 전 지역

### 석포 응회암과 지장바위
석포 응회암(Kbst)은 하위 우동제 응회암에 비해 석영 결정편이 거의 없고 다량의 부석편이 산출되는 화산력 응회암을 지칭하는 층서 단위로 정의된다. 석포 응회암은 부안 화산암 동쪽 지역인 상서면 남포리에서 진서면 석포리, 운호리, 변산면 도청리를 지나 변산반도 서쪽 지역인 격포리까지 연속적으로 해안 평야를 따라 잘 분포하며, 지역별로 층의 두께 차이를 나타낸다. 석포 응회암은 괴상 내지 층상이며, 층리는 진서면 내포리 내소사 일대에서 잘 관찰된다. 석포 응회암에서 분리된 저어콘에 대한 206Pb/238U 연대는 88.7±2.0 Ma로, 분출 시기는 백악기 후기 코냐크절(Coniacian)임을 지시한다.
내소사 지장암 뒤로 큰 바위가 병풍처럼 서 있는데 이를 지장바위라고 부르며 이 바위의 지질은 화산 쇄설물로 구성된 석포 응회암(Kbst)으로 이루어져 있다.

### 곰소 유문암
곰소 유문암(Kbgsr)은 하위의 화산암들(석포 응회암, 우동제 응회암, 연동 응회암, 천마산 응회암) 및 격포리층을 피복하거나 수 내지 수십 미터 폭의 암맥 형태로 화산암들을 관입하고 있다. 곰소유문암은 부안 화산암체 남측지역인 진서면 운호리, 진서리 지역과 서측지역인 변산면 격포리와 지서리 지역에 분포하고 있다. 격포리층과 곰소유문암의 경계부를 따라 페퍼라이트(peperite)가 관찰된다.

### 유정재 응회암
유정재 응회암(Kbyt)은 하위 석포응회암에 비해 부석편이 현저히 감소하고 석영 결정편이 우세하게 산출되는 화산력 응회암을 지칭하는 층서 단위로 정의된다. 유정재 응회암은 보안면 우동리, 남포리와 감교리 사이 지역에서 대상으로 분포하며, 변산면 도청리에서 일부 나타난다. 본 층은 괴상 내지 (희미한) 층상이며 하부 경계를 따라 역(逆)점이층리가 관찰된다. 내부 층리는 조립질층과 세립질층의 교대에 의해 인지된다. 상하부 경계는 대체로 평탄하고 침식된 흔적은 거의 없다.

### 변산 응회암
변산 응회암(Kbbt)은 부안 화산암체의 대부분을 차지하며 하서면 백련리의 저지대, 상서면 청림리 남서부, 그리고 변산면의 대부분 지역(주로 산악 지대)과 진서면 운호리와 석포리의 산악 지대에 분포하는 부안 화산암체의 최하위 지층이다. 주로 라필리 응회암으로 구성되며 백련리 일대에서 백련리 유문암과 삼예봉 유문암, 석영반암, 석영맥에 의해 관입되고, 기상봉 응회암에 의해 백련리 유문암과 함께 덮인다.

### 백련리 유문암
백련리 유문암(Kbbr)은 백련리 신촌 마을, 문수제, 금광제를 비롯하여 변산 온천 서쪽 모정마을, 석상리 일대에 분포한다. 이 유문암은 변산 응회암을 관입하고 있으며 기상봉 응회암에 의해 피복되어 있다. 백련리유문암은 야외 노두에서 석영 또는 장석 반정이 관찰되기도 한다.

### 기상봉 응회암
기상봉 응회암(Kbgt)은 변산 응회암과 백련리 유문암 상위에 놓이며 하서면 백련리, 석상리, 상서면 통정리, 용서리, 가오리, 감교리, 변산면 중계리 등의 산악 지역에 분포한다. 기상봉 응회암 분포지는 비교적 높은 산지를 이루며 기상봉과 옥녀봉 등의 산체를 이루고 있다. 주로 결정질 응회암 등으로 구성되고 암색은 대개 암회색, 암적색, 회색 등인 경우가 대부분으로, 담회색이면서 결정질 응회암이 아닌 변산 응회암과는 쉽게 구분이 된다.

### 삼예봉 유문암
삼예봉 유문암은 하부의 변산 응회암을 피복하거나 관입하고 있는 유문암이다. 상서면 통정리 수련마을과 우슬재 서쪽에서 기상봉 응회암을 관입하고 있으며 남으로 상서면 청림리, 감교리 지역에 분포한다. 삼예봉 유문암은 비교적 높은 봉우리를 이루어 수려한 경관을 이루기도 하며 쇠뿔바위와 같은 특이 지형도 형성한다.
위도 도서(島嶼) 지역
위도에 분포하는 위도 화산암체는 밑에서부터 대리 안산암, 망령봉 응회암, 벌금리층, 딴달래응회암 그리고 유문암으로 세분된다. 상기 지층들의 주향은 위도의 장축 방향과 대략 평행한 북동-남서 방향을 가지고 북서 방향으로 경사져 있다. 위도에서는 소리마을과 벌금리 퇴적암 등 2곳의 지질명소가 있다. 소리마을 지질명소는 안산암과 유문암질 화산력 응회암의 암상 경계가 있으며, 화산력 응회암과 중성암맥의 관입경계가 나타난다. 벌금리 퇴적암은 호수 바닥에서 발생한 저층류(hyperpycnal flow)에 형성된 내부 침식면, 정/역 점이층리, 괴상(塊狀) 및 층상 구조 등 다양한 퇴적 구조를 볼 수 있다.

### 대리 안산암
대리 안산암(Kwda)은 위도 지역에 노출된 지층의 최하부를 이루며, 위도 남부의 큰딴치도-작은딴치도-진리-소리-살막금-석금-차륜리 일대의 해안선을 따라 분포한다. 대리 안산암은 청록색 및 적색이며 수 매의 분출 단위로 이루어져 있고, 층상응회암과 퇴적암이 협재되어 나타난다. 안산암 사이에 협재된 퇴적암은 살막금-석금 남측 해안에 잘 나타나고 있는데, 이 퇴적암은 자색의 이암과 역암으로 구성되어 있다.

### 망령봉 응회암
망령봉 응회암(Kwmt)은 위도의 대부분을 차지하며 용결 화산력 응회암으로 구성되어 있고, 위도의 북동부인 파장봉-망령봉 일대에는 유문암에 의해 관입되어 있다. 망령봉 응회암은 대체로 괴상이고 주상절리가 발달한다. 망령봉 응회암에서 분리된 저어콘에 대한 206Pb/238 연대는 85.7±2.9 Ma (약 8570만 년 전)로, 분출 시기는 백악기 후기 상파뉴절(Campanian)을 지시한다.

### 벌금리층
벌금리층(Kwb)은 위도의 쇄설성 퇴적암으로 위도의 서측 해안과 식도의 남측 해안을 따라 분포하며 응회질 역암, 역질 사암, 사암, 사암-이암 호층, 흑색 셰일로 구성되고 일부 응회암이 협재되어 있
기도 한다. 벌금리층의 하부는 주로 역암 내지 사암이 우세하나 상부로 갈수록 흑색 이암이 우세한 상향 세립화 경향을 보인다. 벌금항 서측 해안의 흑색 이암에서는 식물 화석 파편이 관찰되기도 한다. 퇴적암의 상부에는 퇴적 직후에 발생한 교란 작용에 의해 형성된 습곡구조들이 발달하고 있다.

### 딴달래 응회암
딴달래 응회암(Kwtt)은 위도의 북서부에 위치한 딴달래섬에 독립적으로 분포하며 응회각력암과 (화산력) 응회암으로 구성되어 있다. 딴달래 응회암의 대부분을 차지하는 응회 각력암은 괴상에서 희미한 층상 조직을 나타낸다. 화산력 응회암의 내부에는 역(逆)점이 또는 정(正)점이층리가 관찰되기도 한다.

### 유문암
유문암(Kwr)은 위도의 망월봉 일대, 남단부인 석금 일대 그리고 식도의 가마구산 북부 해안 절벽에서 대리 안산암과 망령봉 응회암을 관입한다. 유문암은 홍색, 회색, 연녹색 등의 다양한 색을 띠며 대부분 유리질이나 장석 및 석영 반정(斑晶)이 나타난다.
상왕등도, 하왕등도 화산암체
하왕등도 지역에 분포하는 하왕등도 화산암체는 밑에서부터 집푼금 안산암, 생금 응회암, 잿말 응회암으로 구성된다. 상왕등도에는 화강섬록암이 분포한다.

### 집푼금 안산암
집푼금 안산암(Khja)은 하왕등도 지역의 최하부 암석이며 하왕등도 서쪽 해안에 분포한다. 집푼금 안산암은 위도 화산암체의 대리 안산암과 유사한 특징을 보인다. 집푼금 안산암은 청록색에서 자색의 안산암과 자색을 띠는 자가각력층으로 구성된다. 안산암은 대체로 괴상이나, 일부 지역에서는 청록색과 자색의 안산암이 교호(交互)하여 유상 구조를 보이기도 한다. 또한 부분적으로 다공질(多孔質) 조직을 보인다.

### 생금 응회암
생금 응회암(Khst)은 하왕등도 동쪽 해안가를 따라 분포하며 층상 (화산력) 응회암으로 구성되어 있다.

### 잿말 응회암
잿말 응회암(Khjt)은 하왕등도의 고지를 차지한다. 괴상 화산력 응회암으로 구성되며, 다량의 석영 결정편을 포함하고 있어 하위의 생금 응회암과 야외에서 쉽게 구별할 수 있다.

### 화강섬록암
화강섬록암(Kgd)은 상왕등도를 중심으로 주변의 모괴도, 간여, 북암 등의 섬에 분포한다. 화강섬록암의 저어콘 입자들에 대한 206Pb/238 연대는 85.03±0.89 Ma (약 8500만 년 전)이며 이는 화강섬록암이 후기 백악기 생통주절(Santonian)에 형성된 암석임을 지시한다.

## 지진과단층
부안 지역에는 북동 주향의 함열 단층과 변산반도를 통과하는 북북서 주향의 단층 그리고 해안가를 따라 발달하는 수많은 소규모의 단층들이 있다.

### 함열 단층과2024년 부안 지진
함열 단층은 이 원래 부여군 지역에 발달하는 단층 분지인 부여 분지의 남동쪽 경계를 이루는 단층이며, 익산시 함열읍에서 남서로 길게 연장되어 김제시를 지나 부안읍 동진면 지역까지 내려온다. 부안 지역에서 단층의 노두를 확인키 어려우나 단층을 경계로 동진면 북서측에는 쥐라기 흑운모 화강암, 동진면 남동측에는 복운모 화강암이 분포하고 있으며 인접한 김제 지역에서는 임피층과 복운모화강암 사이를 이 함열단층이 통과한다. 부여 분지 지역에서는 백악기 단층 운동만을 보여주고 있다고 할 수 있으나 부안 및 김제도폭 지역에서는 보다 고기(古期)의 단층운동이 있었을 것으로 추정된다.

### 반월, 종암, 궁항치 단층
부안군 변산면 격포리의 채석강에서 죽막동을 거쳐 반월쪽으로 남-북 방향에서 서북서 방향으로 발달하는 해안선을 따라 가면 정단층, 역단층, 주향 이동 단층과 같은 여러 종류의 단층이 관찰된다. 또한 해안에서 변산반도 내륙으로 가면 북동 방향의 평행한 세 단층이 발달하고 있는데, 이들 주향 이동 단층은 북쪽에서부터 반월 단층, 종암 단층, 궁항치 단층이라 명명되어 있다. 이들 우수향의 주향 이동 단층은 한반도에서 백악기 초 북북동 내지 북동 방향의 좌수향의 주향 이동 단층을 만든 남-북 방향의 압축력이 있은 후, 백악기 말로 가면서 동-서 방향으로 횡압력의 방향이 전환되어 이로 인해 만들어진 북동 주향의 우수향 주향 이동 단층이다.
반월 단층은 격포리와 마포리 북서부 지역에서 거의 해안선을 따라 발달하며 해안 가까이 존재하여 야외 노두에서도 잘 관찰된다. 이 단층은 격포리의 반월 마을 북동부 해안선을 따라 편마암 및 화강암과 유문암질 응회암의 접촉부에서 잘 관찰되며, 북동 40~50°의 주향을 가지면서 우수향의 운동 감각을 가지는 주향 이동 단층이다. 반월마을 북동 해안에는 단층 작용 시 형성된 약 10 m 정도 엽리가 교란된 예인습곡(drag fold)이 발달된다. 이 단층은 단층면을 중심으로 좌우에 분포하는 퇴적암이나 화강암을 기준으로 볼 때 변위가 적어도 1 km 이상이다. 반월마을 북동쪽에 분포하는 편마암이나 대보 화강암은 본 지역에 발달하며 백악기 말에 작용한 단층 운동 그 이전에 이미 변형 작용을 겪은 흔적이 관찰되는데 연성 전단 작용에 의한 압쇄암을 포함하고 있다. 이는 단층 작용 이전에 이미 변형 작용이 이 지역에 있었음을 지시한다. 반월 단층을 따라 채석강에서 죽막을 거쳐 반월마을 쪽으로 가면서 해안을 따라 정단층, 역단층, 주향 이동 단층과 같은 각종 단층들이 발달하고 있다.
종암 단층은 채석강 부근에서 종암마을을 지나 북동 방향으로 발달하는 단층이다. 궁항치 단층은 격포리의 궁항 부근에서 북동 방향으로 발달하는 단층이다

### 기타 단층
- 하서면 장신리 지역에는 수양산을 지나는 북동-남서 방향의 단층이 발달해 서측의 장신리층(Kj)과 동측의 선캄브리아기 흑운모 편마암(PPrbrn)의 경계를 형성하고 있다. 이 단층은 분지 경계 단층으로 정단층 운동을 한 것으로 추정되며 역암과 암회색 이암 등 퇴적상의 진화에 기여한 것으로 추정된다.[3]
- 변산면 대항리-하서면 백련리 간 지역에는 동북동-서남서 방향의 단층이 발달하며 이는 장신리층과 백련리 유문암, 변산 응회암 등도 변위시키고 있으므로 장신리에 발달한 단층과는 운동 시기가 달랐을 것으로 추정된다.[3]
- 지질도 상으로 부안군 변산면 고사포해수욕장에서 남동쪽으로 말재와 곰소만 해저를 지나 고창군 아산면으로 15 km 이상 연장되는 북북서-남남동 방향의 단층이 있다. 이 단층은 변산반도 서부에서 지방도 제736호선의 선형과 일치하는 북북서 주향의 계곡을 발달시키고 있다.[2]
- 지질도 상으로 부안군 상서면 청림리에서 보안면 우동리를 지나 고창군 부안면으로 이어지는 연장 20 km 정도의 북북서 주향의 단층이 있다. 이 단층은 우동리 우동저수지 부근에서 변산 응회암, 석포 응회암을 변위시키고 연동 응회암, 우동제 응회암을 절단하고 있다.[1]
- 부안군 변산면 격포리의 궁항 북쪽 해변에는 주향 북동 48°, 경사 북서 88°의 단층이 발달한다. 이 단층을 경계로 석포 응회암(Kbst)과 격포리층(Kbg)의 역암이 맞닿아 있으며, 단층면을 따라서 그리고 단층면과 약 40°로 사교하며 염기성 암맥이 관입하고 있다. 이 단층은 사교 이동 운동을 하였으며 우수향 주향 이동 성분이 우세한 것으로 추정된다 다. 하지만 염기성 암맥 내에 기록되어 있는 경사 이동 성분이 우세한 단층 조선 및 이와 관련된 계단 구조는 이 단층이 후기에 남동쪽 블록이 침강하는 정단층 운동을 통해 재활성 되었음을 시사한다. 지질도에서 인지되는 단층의 수평 이격량은 약 200 m로 사교 이동 단층임을 고려하면 실제 변위량은 그보다 크다.[2]
- 정단층은 죽막동 북쪽 해안가에서 퇴적물이 침강하는 격포리층의 소분지를 만들며 발달하고 채석강 북쪽에서는 스러스트 단층과 연관하여 관찰된다. 스러스트 단층은 채석강 해안에서 잘 관찰되는데 단층면은 약 30~40°의 경사각을 가지며 단층면에는 방해석맥이 충진되어 있다. 그런데 이들 단층들은 상부의 퇴적층을 자르고 있지 않다. 이들 정단층과 스러스트 단층은 퇴적 동시성 단층들로 분지가 확장되면서 단층 작용이 멈추고 그 위에 퇴적층이 쌓인 것이다.[5]

## 같이 보기
- 부안 채석강·적벽강 일원
- 2024년 부안 지진
- 함열 단층
- 군산시의 지질
- 고창군의 지질
- 익산시의 지질
- 부안군